# Prądnik
Prądnik, nazývaný také na horním toku Sułoszówka a na dolním toku Białucha, je řeka v okrese Krakov a městě Krakov (Kraków) v Malopolském vojvodství v jižním Polsku. Je to levý přítok řeky Visly v úmoří Baltského moře. Tok řeky leží v krasové oblasti vápencových hornin pozůstatků zaniklého moře.

## Geomorfologické členění
Prądnik se nachází ve dvou rozdílných geomorfologických systémech, kterými jsou Hercynský systém a Alpsko-himálajský systém.
| Poloha toku                                      | Geomorfologické členení |
| ------------------------------------------------ | --- |
| Severní část a většina toku Prądnika             | Wyżyna Olkuska (Olkušská vysočina), která je součástí Krakovsko-čenstochovské jury (Wyżyna Krakowsko-Częstochowska), patřící do Slezsko-krakovská vysočiny (Wyżyna Śląsko-Krakowska) a nadcelku geomorfologické provincie Polské vysočiny (Wyżyny Polskie), která je součástí rozsáhlého geomorfologického Hercynského systému. |
| Jižní část a okrajová část dolního toku Prądnika | Pomost Krakowski, který je součástí makroregionu Krakovská brána (Brama Krakowska), patřící do Severních Vněkarpatských sníženin (Podkarpacie Północne) a nadcelku Západní Karpaty (Karpaty Zachodnie), které jsou součástí Karpat a rozsáhlého geomorfologického Alpsko-himálajského systému.                                  |

## Popis toku
Prądnik pramení ve vesnici Sułoszowa ve vysočině Wyżyna Olkuska (Olkušská vysočina). Hned od pramene řeka začíná pozvolna vytvářet hlubokou soutěsku, respektive dolinu, Dolina Prądnika, vtéká do Ojcovského národního parku (Ojcówski Park Narodowy) a míjí skálu Fortepian s hradem Pieskowa Skała a populární skalní věž Maczuga Herkulesa, Skały Mickiewicza, Napoleon, Skała Wernyhory a Pochylec. Dále protéka přes vesnici Zazamcze, pod stavbou vodní kaple Kaplica Na Wodzie, přes vesnici Ojców s hradem Ojców, kolem skal a skalní věže Igła Deotymy, kolem Krakovské brány, pod jeskyní Jaskinia Ciemna a skalními věžemi Rękawica, přes sídla Prądnik Ojcowski, kolem dalších skalních útvarů, přes sídlo Prądnik Korzkiewski skalami Młyńskie Skały, Januszowice se skálou Skała w Januszowicach, sídla Giebułtów, Pękowice, Zielonki, kde opouští Ojcovský národní park. Prądnik následně protéká krakovskou čtvrtí Prądnik Biały s chráněnou oblastí Dolina Prądnika a krakovskými čtvrtěmi Prądnik Czerwony, Stare Miasto a Grzegórzki, kde se vlévá zleva do Visly. Do roku 1655 bylo ústí Prądniku na jiném místě.
Prądnik je hydrografickou osou Ojcovského národního parku a Wyżyny Olkuské.

## Významné přítoky
- Bibiczanka - levostranný přítok.
- Garliczka - levostranný přítok
- Korzkiewka - levostranný přítok
- Sąspówka - pravostranný přítok
- Sudół - pravostranný přítok
- Sudół Dominikański - levostranný přítok

## Příroda
Velká část toku je v pásmech ochrany přírody:
| Národní parky  | Ojcovský národní park                |
| Krajinné parky | Park Krajobrazowy Dolinki Krakowskie |
| Rezervace      | Dolina Prądnika                      |

Ve zvláštní pozornosti je také populární Krakovská brána, která se nachází nedaleko toku Prądnika a kde se vyskytuje vzácný a zřejmě endemitní plž Niepozorka ojcowska (Falniowskia neglectissima).

## Turistika
Prakticky celá délka toku patří mezi turisticky velmi atraktivní místa s četnými krasovými jevy. Kolem toku vede velké množství turistických tras (např. Szlak Warowni Jurajskich, Szlak Orlich Gniazd aj.) a cyklotras.

## Galerie

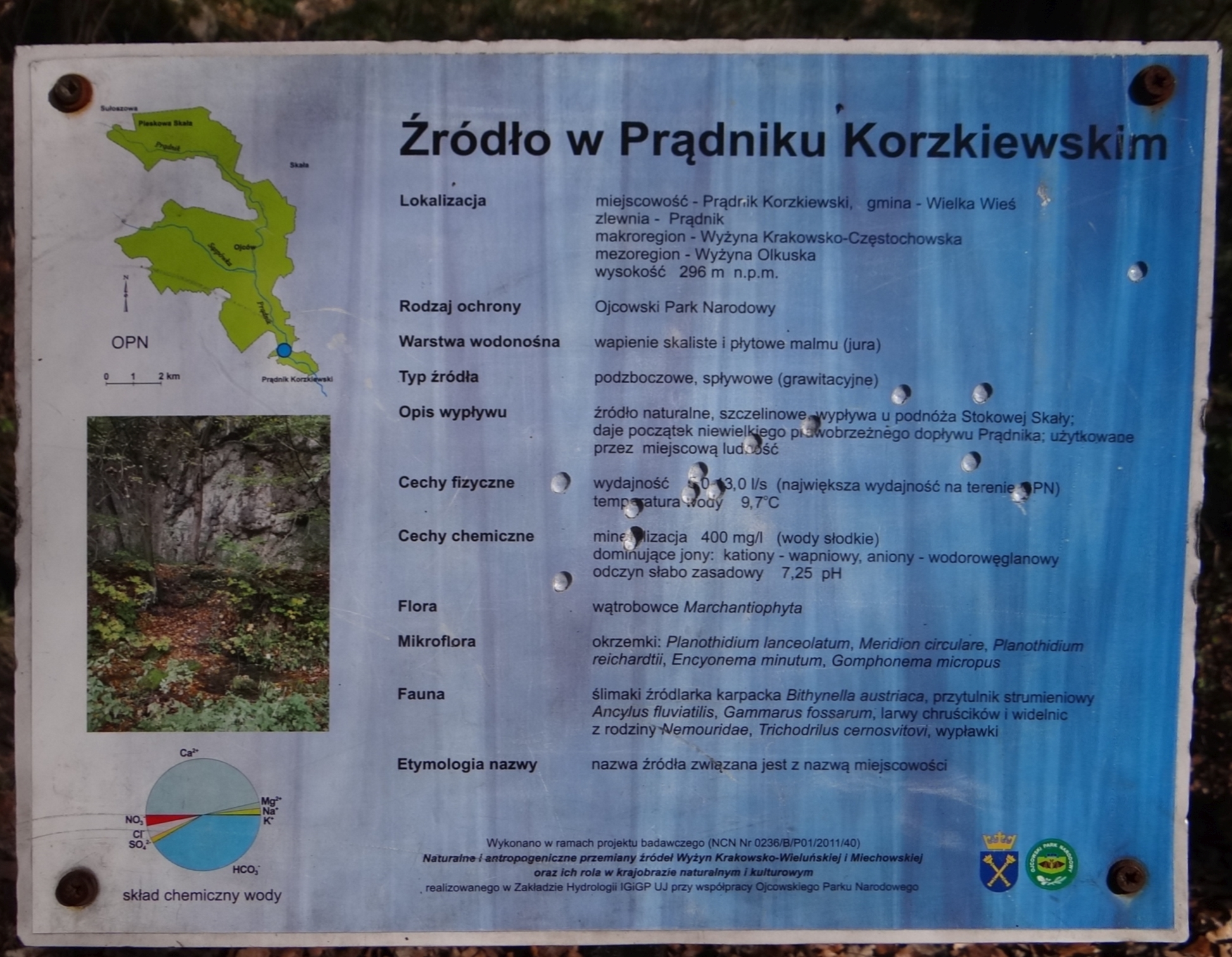
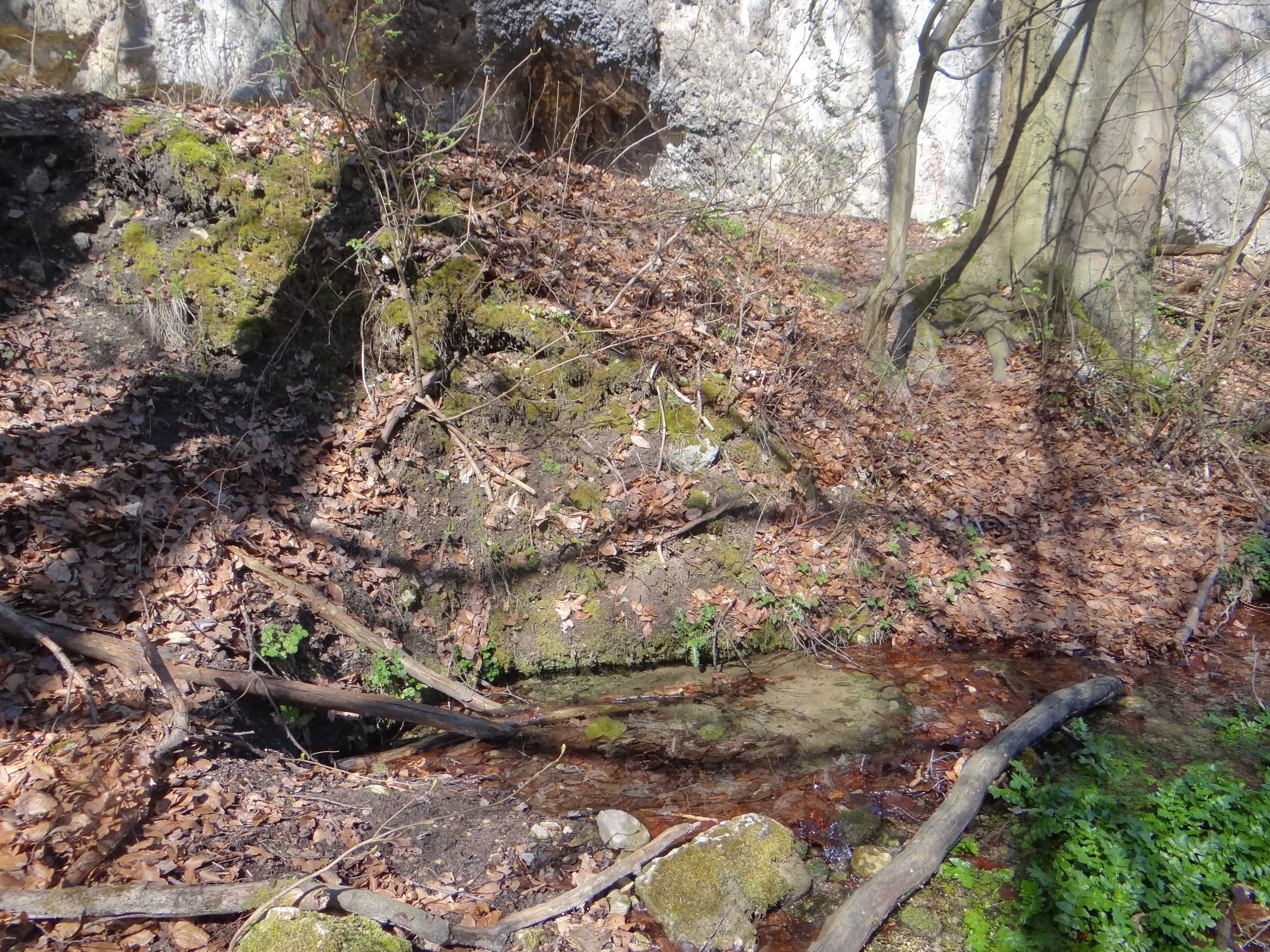
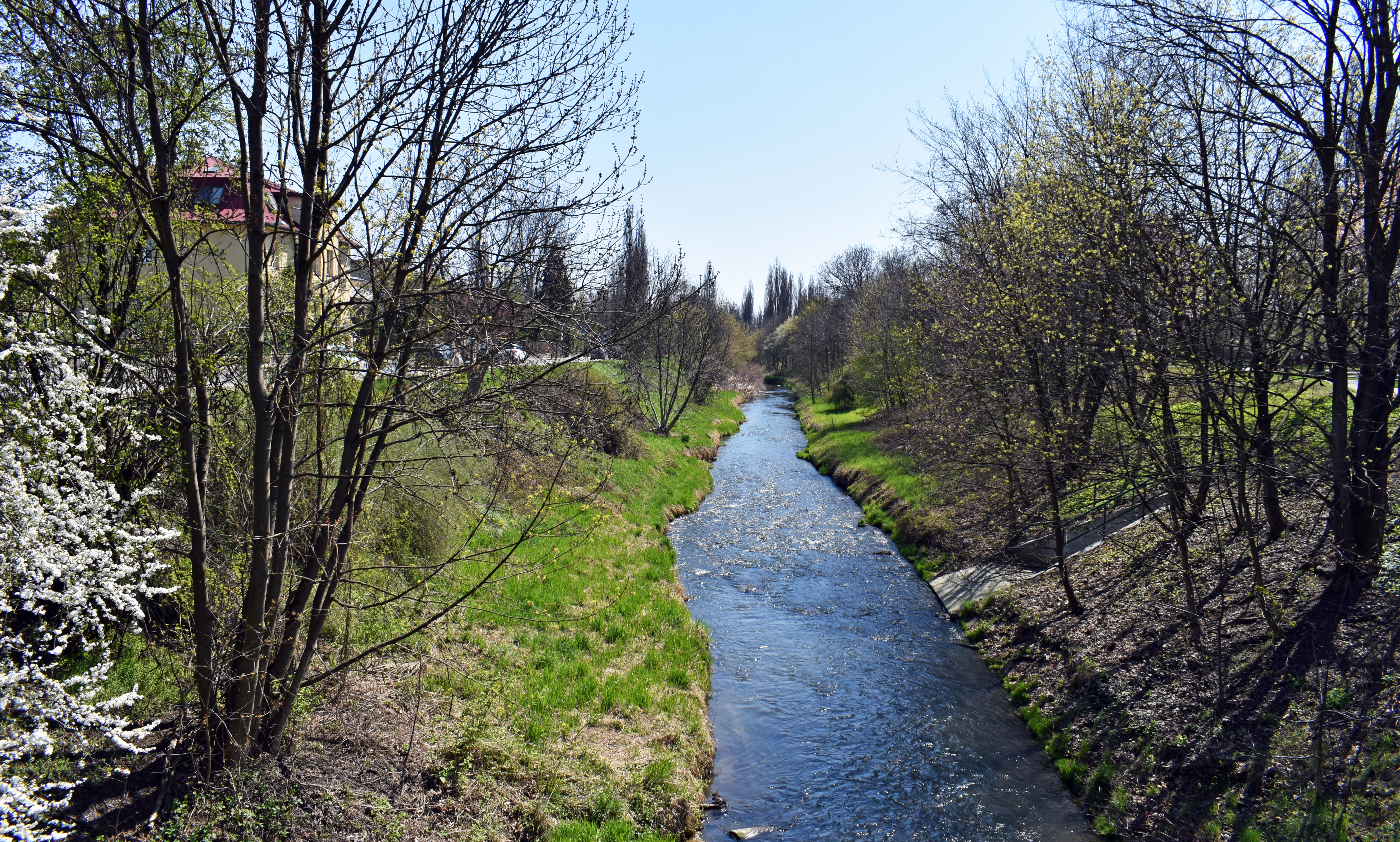
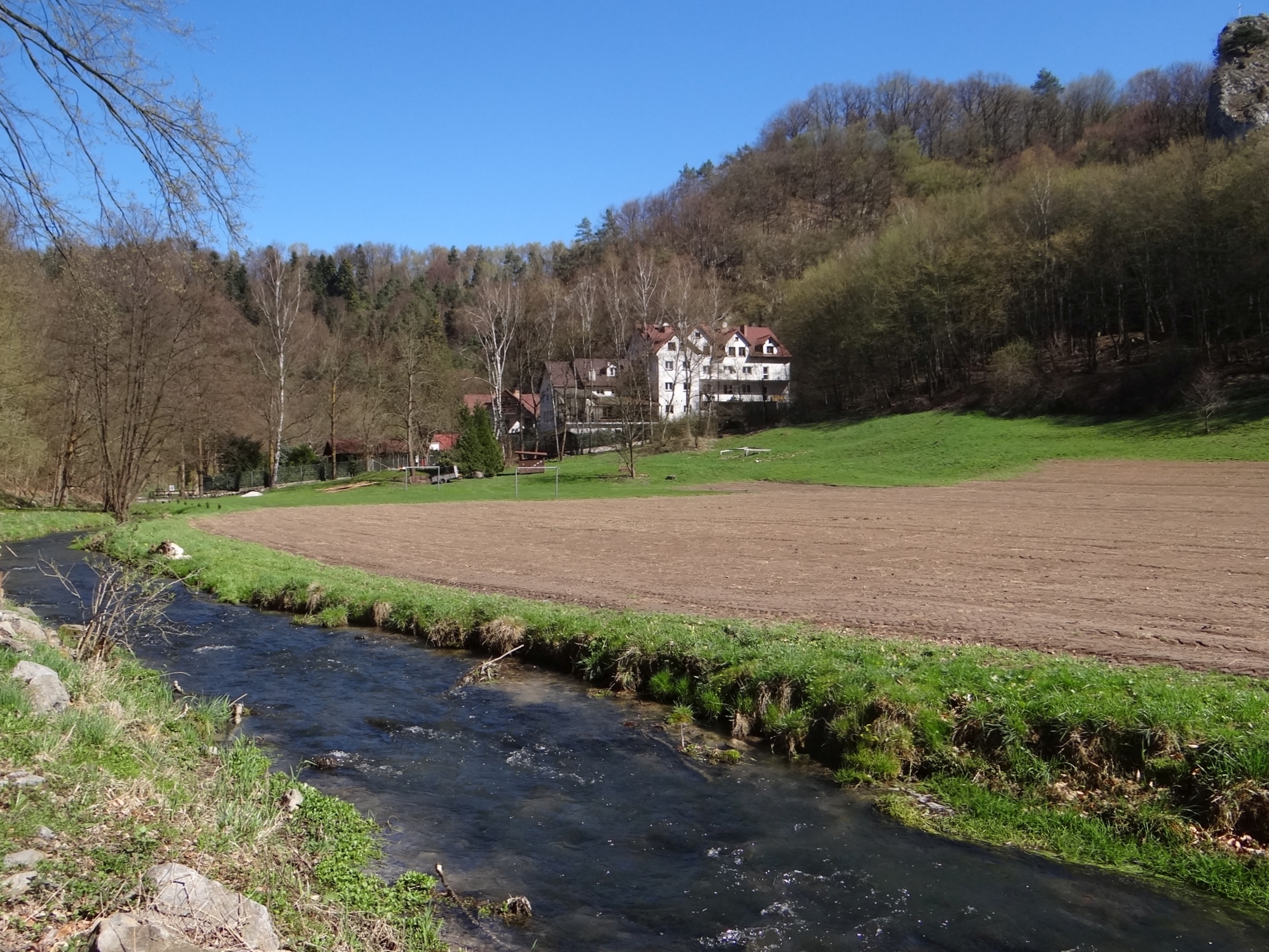
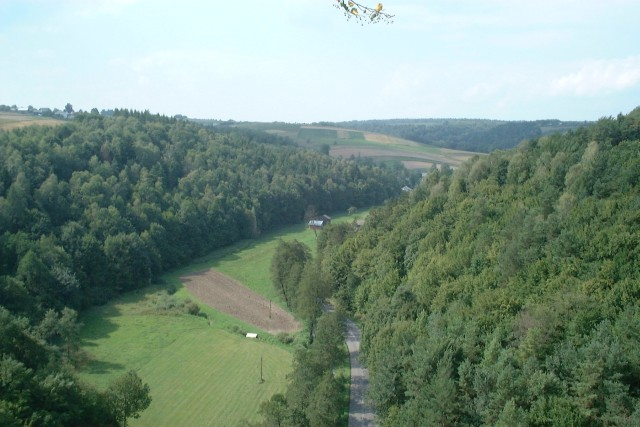
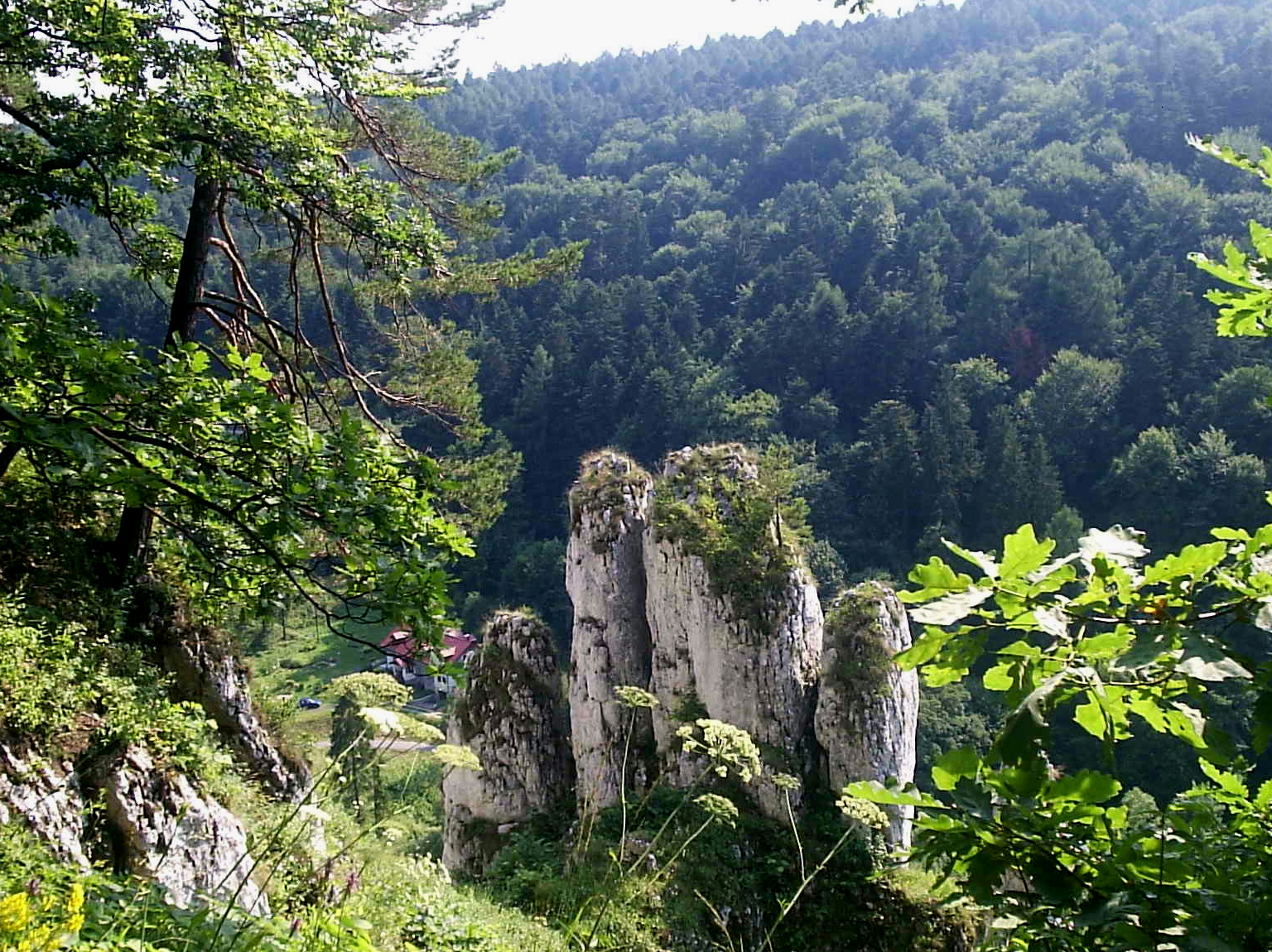